# Sibirische Hanfnessel
Die Sibirische Hanfnessel (Urtica cannabina), auch Sibirische Nessel oder Hanf-Brennnessel genannt, ist eine Pflanzenart in der Familie der Brennnesselgewächse (Urticaceae).

## Beschreibung

### Erscheinungsbild und Blatt
Die Sibirische Hanfnessel wächst als ausdauernde krautige Pflanze und erreicht Wuchshöhen von 50 bis 150 cm. Sie bildet verholzende Rhizome als Überdauerungsorgane. Die langen, verzweigten Stängel sind nur spärlich mit Borsten- und Brennhaaren bedeckt.
Die gegenständig am Stängel angeordneten Laubblätter sind in Blattstiel und Blattspreite gegliedert. Der 2 bis 8 cm lange Blattstiel ist mit Brennhaaren flaumig bedeckt. Die dreiteilig bis fiederteilige Blattspreite ist mit einer Länge von 7 bis 15 cm und einer Breite von 3,5 bis 10 cm im Umriss fünfkantig. Die Blattunterseite ist flaumig behaart und den auf den Blattadern befinden sich Brennhaare. Die Blattoberseite ist anfangs spärlich borstig behaart, später kahl und es sind dicht punktförmige Zystolithe vorhanden. Das oberste Teilblatt ist fiederteilig und allmählich nach unten hin verkürzt. Die seitlichen Teilblätter sind unregelmäßig eingeschnitten-gesägt bis schwach-gesägt. Die freien Nebenblätter sind mit 5 bis 15 mm linealisch und mit Brennhaaren auf beiden Seiten flaumig bedeckt.

### Blütenstand und Blüte

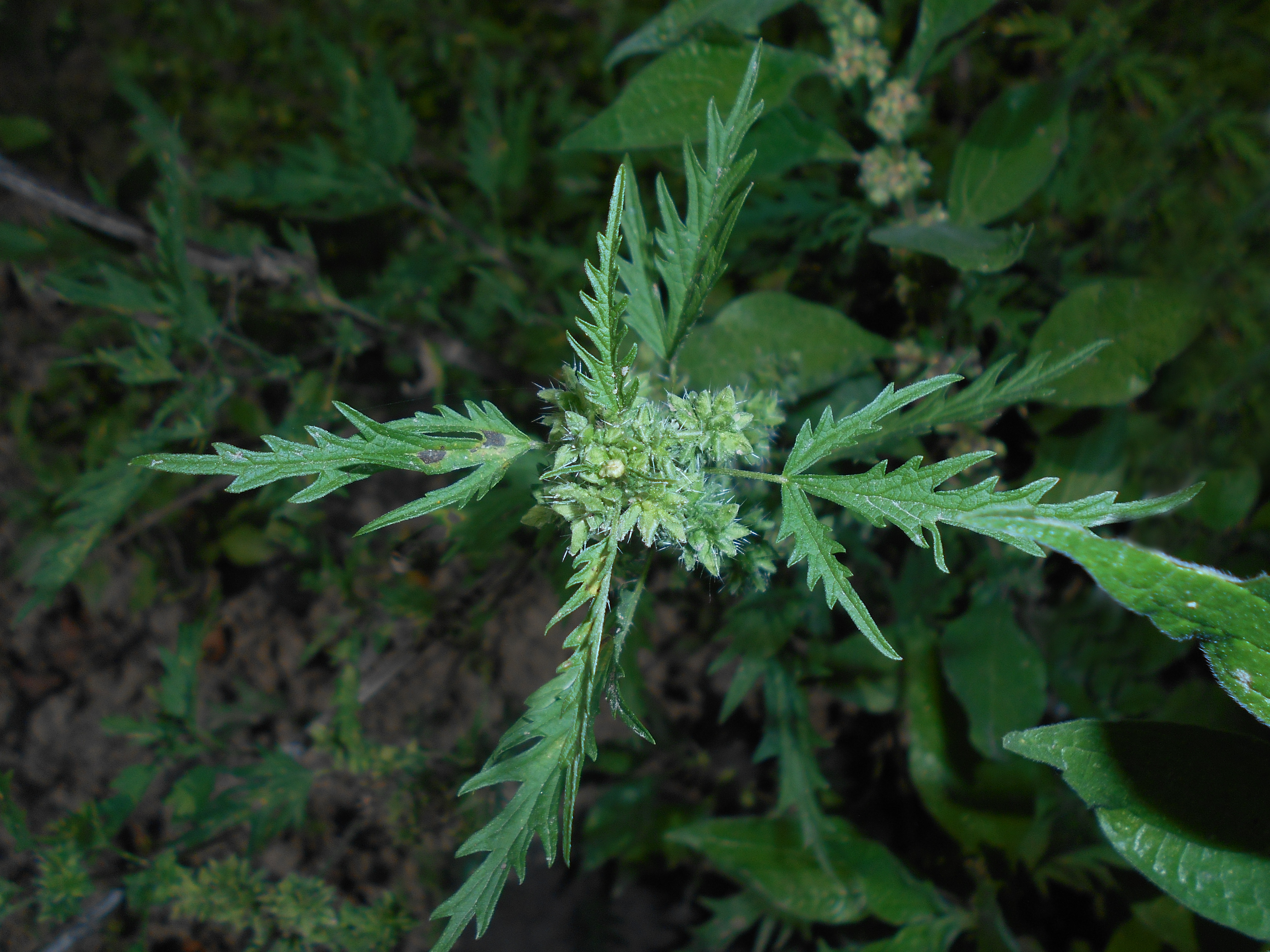
Sibirische Hanfnessel (Urtica cannabina)

Die Sibirische Hanfnessel ist einhäusig getrenntgeschlechtig (monözisch). Die Blütezeit liegt zwischen Juli und August. Die Blütenstände enthalten jeweils nur Blüten eines Geschlechtes. Im oberen Bereich des Stängels befinden sich in den Blattachseln die männlichen, rispigen, 5 bis 8 cm langen Blütenstände. In den darunter befindlichen Blattachseln befinden sich die weiblichen, ährigen, 2 bis 7 cm langen Blütenstände, die oft aufrecht sind; in ihrem unteren Bereich sind die dicken Blütenstandsachsen verzweigt. Die höchstens kurz gestielten, männlichen Blüten weisen im knospigen Zustand einen Durchmesser von 1,2 bis 1,5 mm auf und besitzen vier flaumig behaarte, eiförmige Blütenhüllblätter, die bis zur Hälfte ihrer Länge verwachsen sind, sowie vier Staubblätter. Die vier Blütenhüllblätter der weiblichen Blüten sind im unteren Drittel ihrer Länge verwachsen und ihre zwei dorsal-ventralen Lappen sind mit einer Länge von 2 bis 4 mm elliptisch-eiförmig, außerdem sind sie borstig behaart und besitzen ein bis vier Brennhaare. Die zwei seitlichen Lappen sind drei- bis viermal kürzer, eiförmig bis länglich-eiförmig und besitzen oft nur ein Brennhaar.

### Frucht
Die grau-bräunlichen Achänen sind mit einer Länge von 2 bis 3 mm eiförmig und etwas abgeflacht mit einem spitzen Ende und warziger Oberfläche. Auf den Achäne sind die haltbaren Blütenhüllblätter erkennbar. Die Früchte reifen zwischen August und Oktober.

### Brennhaare
Die Brennhaare der Sibirischen Hanfnessel brechen bereits bei sehr leichter Berührung ab und führen zu starken, schmerzhaften, langanhaltenden Verbrennungen. In den Brennhaaren wurde Acetylcholin, Histamin und Serotonin gefunden. Es ist allerdings noch nicht gesichert, ob diese Verbindungen (insbesondere Histamin) für den Juckreiz verantwortlich sind.

### Chromosomenzahl
Die Chromosomenzahl beträgt 2n = 52.

## Verbreitung
Die Sibirische Hanfnessel besiedelt weite Teile Asiens und Osteuropas. Das Verbreitungsgebiet erstreckt sich über den europäischen Teil Russlands, Sibirien, die Mongolei und den Iran bis nach China. Sie besiedelt Dickicht, Graslandschaften, Sanddünen und -strände, Flussufer, Straßenränder und verwilderte Orte/Gebäude. Sie kommt in Höhen von 800 bis 2800 m vor.

## Taxonomie
Urtica cannabina wurde 1753 durch Carl von Linné in Species Plantarum erstveröffentlicht.

## Verwendung

### Anbau
Die Samen werden im Frühjahr in ein Frühbeet ausgesät, später pikiert und in einzelne Töpfe umgepflanzt. Im Sommer, wenn sie groß genug sind, werden sie ausgepflanzt. Sie müssen dann bis zur Ernte regelmäßig gegossen werden, da sonst bei der Fasergewinnung die Fasern eine schlechtere Qualität erhalten. Ansonsten benötigen sie nur wenig Pflege.

### Fasernutzung

#### Geschichte
Die Sibirische Hanfnessel wird schon lange als Faserpflanze genutzt, besonders in Asien. In den fünfziger Jahren wurde sie teilweise noch in verschiedenen asiatischen Gebieten der UdSSR wild zur Fasergewinnung genutzt.
Des Weiteren wurde und wird die Sibirische Hanfnessel im gemäßigten Asien angebaut, um deren Fasern zu gewinnen und daraus Schnüre herzustellen.

#### Aufbereitung der Nesselstängel zu Fasern
Nachdem die Stängel von Blattwerk usw. gereinigt wurden, quetscht man die Pflanzen mittels Walzen, so dass die Brennhaare zerstört werden. Nun werden die Stängel mit fünfprozentiger Ammoniaklösung bei 135 °C für 1½ Stunden in einen Druckbehälter gegeben. Danach werden die Fasern im Behälter im Wasserbad abgekühlt, man lässt den Druck ab, öffnet den Behälter und wäscht die Fasern mit Leitungswasser aus. Nach einer Spülung mit Methanol, um Kalkreste zu entfernen, werden die entstandenen Faserpelze an der Luft getrocknet. Zuletzt kämmt man die Fasern aus, um weitere Verunreinigungen zu entfernen, und parallelisiert sie vor dem Verspinnen.

#### Eigenschaften der Faser
| Eigenschaft                          | Chr. Weigert | G. Huang     |
| ------------------------------------ | ------------ | ------------ |
| Faserlänge                           | 2 bis 6 cm   | 2 bis 7 cm   |
| Faserquerschnitt                     | 14,6 µm      | 15 bis 40 µm |
| Faserfeinheit                        | 9 dtex       | ---          |
| Höchstzugkraft (Feinheitsfestigkeit) | 46 cN        | ---          |
| Dehnung                              | 24,6 %       | ---          |

Die Faser der Sibirischen Hanfnessel ist von guter Beschaffenheit, so kann sie aufgrund der besonderen Struktur viel mehr Feuchtigkeit aufnehmen als Wolle, Baumwolle und andere Bastfasern. Es können keine reinen Hanfnesselfasergarne hergestellt werden, da die Fasern ähnlich wie bei der Großen Brennnessel eine zu glatte Struktur aufweisen. Daher müssen Mischgarne hergestellt werden.

#### Verwendung der Faser
Die Faser der Sibirischen Nessel wird zur Herstellung von groben Garnen, Netzen, Stricken etc. genutzt. Früher wurde die Faser zu feinem Nesseltuch verarbeitet.

### Nahrung
Die Blätter sind reich an Vitaminen und Mineralstoffen und können ähnlich wie bei der Großen Brennnessel als Gemüse verwendet werden. Man kann sie zum Beispiel wie Spinat zubereiten oder Suppen und Eintöpfe herstellen. Bei dem Sammeln der Blätter sollte man darauf achten, dass man nur junge Blätter sammelt und beim Pflücken Handschuhe benutzt, die vor Verbrennung schützen. Durch gründliches Kochen oder Trocknen werden die Brennhaare zerstört. Aus den jungen Trieben kann auch Nesselbier gebraut werden.

### Samenöl
Aus den kleinen Nussfrüchten kann ein Öl gewonnen werden, das als Lampen- oder Brennöl Verwendung findet.

### Verwendung im Garten
Wenn man dem Komposthaufen Blätter der Sibirischen Hanfnessel zugibt, so wird die bakterielle Aktivität beschleunigt. Aus den Pflanzen kann man außerdem sogenannte Brennnesseljauche herstellen, die als Pflanzendünger und Insektenschutzmittel dient. Die Jauche wird hergestellt, indem die frischen Pflanzen für zwei Wochen in Regenwasser gären. Die entstandene Flüssigkeit wird anschließend abgeseiht.

### Färben
Es können zwei Farbstoffe aus der Sibirischen Hanfnessel gewonnen werden:
- Ein haltbarer grüner Farbstoff, der durch Abkochungen aus Blättern und Stielen gewonnen werden kann.
- Ein gelber Farbstoff, welcher durch Kochen mit Alaun aus der Wurzel gewonnen werden kann.[4]

### Verwendung des Brennnesselsaftes
Der Saft der Sibirischen Hanfnessel oder eine Abkochung durch Kochen der Blätter in einer starken Salzlösung kann als Labersatzstoff sowie zum Abdichten von Holzgefäßen verwendet werden.

### Haarpflege
Aus den Blättern wird Haarwäsche oder Haarwasser gewonnen. Dieses wird zur Behandlung von Schuppen und als Tonikum angewendet.

### Bekannte Gefahren vonUrtica cannabina
Die Brennhaare können Reizungen der Haut hervorrufen. Durch Kochen oder Trocknen werden sie unschädlich gemacht. Es sollten nur die jungen Blätter zum Verzehr verwendet werden, weil sich in den älteren Blättern Zystolithen entwickeln, die reizend auf die Nieren wirken.